# Haligovce
Haligovce (deutsch Helbingsau, ungarisch Helivágása – bis 1907 Helivágás – bis 1892 Haligóc) ist eine Gemeinde im Nordosten der Slowakei mit 653 Einwohnern (Stand 31. Dezember 2024), die zum Okres Stará Ľubovňa, einem Teil des Prešovský kraj gehört.

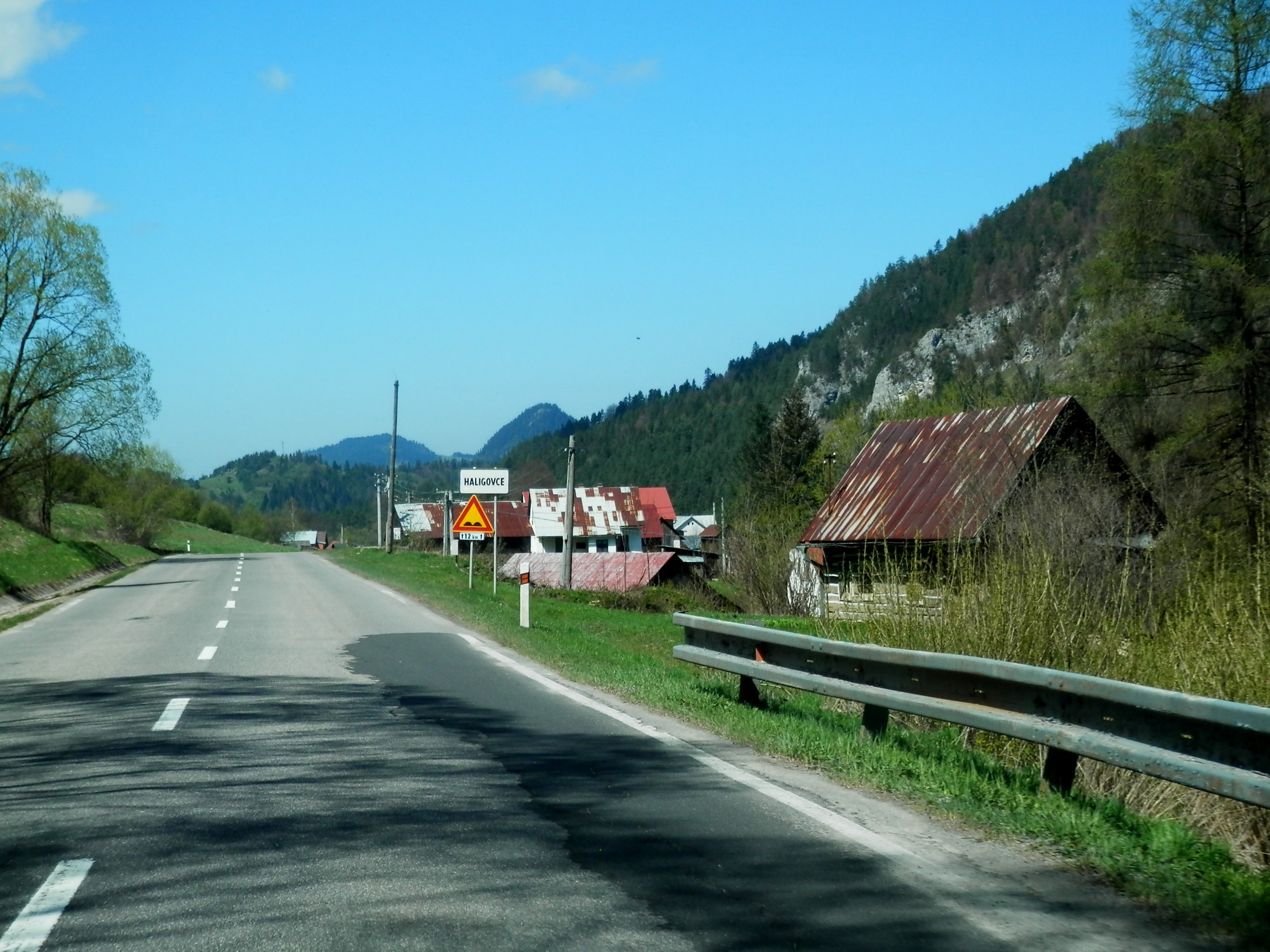

## Geographie
Die Gemeinde befindet sich im Nordteil der Zipser Magura im Tal des Baches Lesniansky potok unweit der Grenze zu Polen. Teilweise überdeckt sich das Gemeindegebiet mit dem Pieninen-Nationalpark. Das Ortszentrum liegt auf einer Höhe von 530 m n.m. und ist 12 Kilometer von Spišská Stará Ves sowie 26 Kilometer von Stará Ľubovňa gelegen.

## Geschichte
Haligovce wurde zum ersten Mal 1338 als Helinguagasa schriftlich erwähnt. Nach den Hussitenkriege im 15. Jahrhundert war das Dorf unbewohnt, ehe sie 1523 zum Gut der Kartäuser im nahen Kloster Červený Kláštor wurde. 1828 sind 105 Häuser verzeichnet.

## Bevölkerung
| Jahr                | 1994 | 2004    | 2014    | 2024    |
| ------------------- | ---- | ------- | ------- | ------- |
| Anzahl der Personen | 651  | 683     | 652     | 653     |
| Unterschied         |      | +4,91 % | −4,53 % | +0,15 % |

| Jahr                | 2023 | 2024    |
| ------------------- | ---- | ------- |
| Anzahl der Personen | 645  | 653     |
| Unterschied         |      | +1,24 % |

Ergebnisse nach der Volkszählung 2001 (683 Einwohner):
| Nach Ethnie: - 99,85 % Slowaken | Nach Religion: - 98,54 % römisch-katholisch - 0,88 % griechisch-katholisch |

Wegen der Zugehörigkeit zur Landschaft Zamagurie spricht man hier einen goralischen Dialekt.

## Sehenswürdigkeiten
- neoromanische Kirche von 1898
- goralische Volksarchitektur